# Андре Лори
Жан-Франсуа́ Паска́ль Груссе́ (фр. Jean-François Paschal Grousset; 7 апреля 1844 года, Корте, Франция — 9 апреля 1909 года, Париж), известный под псевдонимом Андре́ Лори́ (фр. André Laurie) — французский писатель-фантаст, автор приключенческой литературы. Последователь и соавтор Жюля Верна, член Парижской коммуны 1871 года, публицист.

## Биография
Груссе родился 7 апреля 1844 года в городе Корте (Корсика).
В конце 1860-х годов сотрудничал в республиканской газете La Marseillaise; за антибонапартистские выступления подвергался преследованиям. В январе 1870 года имя Груссе стало широко известно из-за его несостоявшейся дуэли с принцем Пьером Наполеоном Бонапартом, в гневе застрелившим его секунданта, журналиста Виктора Нуара. Входил в Комиссию внешних сношений и Исполнительную комиссию Коммуны. Примыкал к бланкистскому крылу Коммуны. После подавления Парижской Коммуны был сослан на Новую Каледонию, откуда в 1874 году бежал в Австралию. Переплыв через океан, жил сначала в Соединённых Штатах, затем в Англии. Вернулся во Францию после амнистии 1880 года. В 1870—1890-х годах занимался литературной и публицистической деятельностью. В 1893—1909 годах — член Палаты депутатов.
Благодаря поддержке Жюля Верна Груссе стал публиковаться в издательстве Пьера Этцеля, специализируясь на школьных историях и приключенческих и фантастических произведениях. Первой такой публикацией стал роман «Пятьсот миллионов бегумы» (1879) — патриотическая фантастика, в которой критикуется германский национализм. Выведенный в романе образ злодея доктора Шульце во многом предвосхитил нацистов. Сюжетная основа Груссе была превращена Верном в полноценный роман. Поскольку на тот момент Груссе ещё был политическим заключённым, его указали в книге под псевдонимом Андре Лори, которым он с тех пор пользовался постоянно.
Одним из самых известных и интересных представителей ранней космической фантастики стал самый объемный роман Лори «Изгнанники Земли» (1887), во многом заложивший черты жанра космооперы. В русском издании книга известна под названием «На Луну», на английском роман вышел как «Завоевание Луны» (The Conquest Of The Moon: A Story of the Bayouda). Другие работы Лори («Рубин Великого Ламы», «Атлантида») сохраняют влияние Верна, их можно отнести к стимпанку. Несколько наивные по содержанию, направленные прежде всего на детскую и юношескую аудиторию, книги Лори сохраняют увлекательную приключенческую интригу и интересные фантастические элементы.
9 апреля 1909 года умер в Париже. Похоронен на кладбище Пер-Лашез.

## Романы
Андре Лори — автор серии приключенческих романов, как минимум три из которых были им написаны в сотрудничестве с Жюлем Верном; так же внутри произведений можно выделить серию о приключениях семейства колонистов Массей по пути в Африку и обратно (Жерар и Коллета, Залежа Жерара, Коллета в Родезии, Лазурный гигант):
- Пятьсот миллионов бегумы (1879; в соавт. с Ж. Верном) —  переписка между Верном и Этцелем показывает, что от оригинальной идеи Лори Верн использовал фабулу, значительно доработав и расширив первоначальную схематическую задумку Лори, оставив при этом патриотическую патетику.
- Жизнь английского колледжа (1881)
- Мемуары школьника/Записки ученика лицея (1882)
- Год в парижском колледже (1883)
- История ганноверского школьника (1884)
- Южная Звезда (1884; в соавт. с Ж. Верном)
- Наследник Робинзона (1884)
- Тито флорентиец (1885)
- Найдёныш с погибшей «Цинтии» (1885; в соавт. с Ж. Верном)
- Капитан Трафальгар (1886)
- Вокруг японского лицея (1886)
- Севильский бакалавр (1887)
- Изгнанники Земли (1887/1888; на русский язык переводился под названием «На Луну», на английский «Завоевание Луны» — The Conquest Of The Moon: A Story of the Bayouda - и «Лунное акционерное общество» - Sêléné Company Limited)
- Мемуары русского школьника (1889)
- Через океан. От Нью-Йорка до Бреста за семь часов (1888/1889).
- Тайна мага (1890)
- Аксель Эберсон, выпускник Упсалы (1891)
- Рубин Великого Ламы (1892/1894)
- Повесть Планеты Марс (1895)
- Атлантида (1895; публиковался на английском языке под названием «Кристальный Город под водой» — The Crystal City Under The Sea).
- Афинский школьник (1896)
- Жерар и Колетта (1897/1903) - в русском переводе выходил под названием "Искатели Золота"
- Дядюшка Чикаго. Школьные нравы в Америке (1898)
- Залежа Жерара (1900) — в английском издании «Претензии Жерара», Gerard’s Claim.
- Коллета в Родезии (1901)
- Через университет Востока. Мировое турне холостяка (1901)
- Тайна вулкана (1902)
- Выпускник Сорбонны (1903)
- Крыша мира, приключение в Гималаях (1902)
- Лазурный гигант (1904)
- Властелин бездны (1905)
- Семестр в Швейцарии (1905)
- Невидимый снаряд (1905)
- Париж в Тимбукту (неопубликованный, 1905)
- Немой Спиридон (1907)